# Cueva de La Estación
La cueva de La Estación es una surgencia semiactiva que se encuentra en la localidad de Quijas del municipio de Reocín en Cantabria (España). La cueva está al lado de la estación de FEVE del pueblo, que se halla en la base de un cerro calizo colindante al río Saja. Tiene un tamaño no muy amplio, con paredes arcillosas y con galerías que se interseccionan.
Aunque no tiene un yacimiento arqueológico reconocido, la cavidad cuenta con algunas pinturas de arte rupestre. Hay una gran sala que tiene grabados de tipo macarroni, entre los cuales se identifican figuras como un caballo y otras que son signos sin descifrar. Por su estilo pertenecerían a la época Auriñaciense o Gravetiense.
En la actualidad, la cueva está gestionada por la Consejería de Cultura, Turismo y Deporte de Cantabria. Está cerrada al público general, y solo se permite la entrada a especialistas.
- Datos: Q8352466